# Wolfgang von Salm

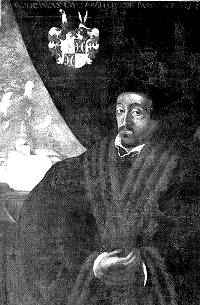
Wolfgang Graf von Salm

Wolfgang Graf von Salm (* um 1514; † 5. Dezember 1555) war ein römisch-katholischer Geistlicher und von 1541 bis 1555 Fürstbischof von Passau. Er stammte aus der Seitenlinie Salm-Neuburg des Hauses Salm.

## Leben
Der Sohn des Feldherrn Niklas Graf Salm (1459–1530, seit 1528 als Nikolaus I. regierender Graf von Neuburg) erhielt eine sorgfältige humanistische Ausbildung, die er mit einer Studienreise durch Italien abschloss. Im Jahr 1530 wurde er Domherr in Salzburg und Passau und 1534 Dompropst in Passau.
Am 11. November 1540 wählte das Domkapitel den 26-Jährigen auf Empfehlung des deutschen Königs und späteren Kaisers Ferdinand I. zum Fürstbischof von Passau. Die päpstliche Bestätigung folgte am 18. Februar 1541, die Bischofsweihe durch den Regensburger Weihbischof Johann Kluspeck im Jahr 1542.
Salm hielt 1541, 1543 und 1545 Landtage ab, die hauptsächlich die Regulierung der Reichsabgaben zum Thema hatten. In seinen Diensten stand der Hofmaler und Bildhauer Wolf Huber und der umstrittene Theologe Jakob Ziegler fand bei ihm ein Unterkommen. Er war auf Ausgleich mit den Protestanten bedacht und 1552 am Zustandekommen des Passauer Vertrages beteiligt.
Sein Verwandter (Sohn seines Cousins), Graf Anton von Salm, rettete als letzter Abt von Kloster Hornbach die Reliquien des Heiligen Pirminius vor dem Zugriff des der Reformation anhängenden Landesherrn und wirkte 1556/57 als Präsident des Reichskammergerichts zu Speyer.